# Джун Еллісон
Елеанор (Елла) Гейсман (англ. Eleanor (Ella) Geisman), відома як Джун Еллісон (англ. June Allyson; 7 жовтня 1917, Бронкс — 8 липня 2006, Охай) — американська акторка, співачка і танцюристка. Володарка премії «Золотий глобус» (1952) та зірки на Голлівудській алеї слави.

## Біографія
Народилась в родині Роберта Гейсмана і Клари Провост. Батьки її батька були іммігрантами з Німеччини, хоча акторка стверджувала, що голландцями. У 1918 році її батько-алкоголік кинув сім'ю, і матері довелося працювати на кількох роботах, щоб утримувати себе з дочкою.
У 1925 році, коли Еллі Гейсман було 8 років, на неї впала велика гілка дерева, вона отримала кілька переломів. Лікарі заявили, що вона вже ніколи не зможе ходити, але після багатьох місяців вправ і плавання вона змогла відновитися. Також її натхненниками стали Джинджер Роджерс і Фред Астер, на прикладі яких Елла Гейсман мала намір навчитися танцювати.
У 1938 році, будучи вже остаточно здоровою, вступила в музичний хор в бродвейському шоу «Співаючі новини», де хореограф поміняв її ім'я на Джун Еллісон. Незабаром знайшла роботу на одній з нью-йоркських кіностудій, де і почала кінокар'єру. Перші свої роки в кінематографі Джун Еллісон виконувала невеликі ролі в музичних фільмах, де їй часто діставалися «галасливі» персонажки. Акторка Маргарет О'Браєн пізніше згадувала, що через це вона навіть отримала прізвисько «глашатай». Еллісон продовжувала грати і на театральній сцені, де в той час у більшій мірі проявила свій акторський талант.
На екрані дебютувала в екранізації бродвейського мюзиклу «Найкращі ніжки вперед», де повторила театральну роль. Перші великі ролі в кіно стала виконувати з середини 1940-х. У ті роки вона знялася в таких фільмах, як: мюзикли «Дві дівчини і моряк» і «Музика для мільйонів» (обидва — 1944), романтична комедія «Її високість і посильний» (1945), музична біографія композитора Джерома Керна «Поки пливуть хмари» (1946), драма «Таємне серце» (1946), мюзикл «Добрі новини» (1947), пригодницький фільм «Три мушкетери» (1948), музична біографія тандему 1920-х і 1930-х — композитора Річарда Роджерса і поета Лоренса Гарта «Пісня в серці» (1948), «Маленькі жінки» (1949) — ремейк однойменного фільму 1933 року, біографічна драма «Історія Страттона» (1949) та інших.
У 1952 році удостоєна премії «Золотий глобус» за роль Синтії Поттер у фільмі «Занадто молода, щоб цілуватися». У 1956 році знялася в двох музичних ремейках голлівудської кінокласики 30-х — «Протилежна стать» (ремейк фільму 1939 року «Жінки») і «Тобі не втекти від цього» (ремейк фільму 1934 року «Це трапилося одного разу вночі»). В останній картині її партнером був Джек Леммон.
У 1945 році Еллісон одружилася з голлівудським актором Діком Павеллом, народила двох дітей. Пара розлучилася в 1961 році, а шлюб офіційно був розірваний лише після смерті Павелла в 1963 році. Одружувалась ще двічі, з 1976 року зі стоматологом Девідом Ешроу.
У 1955 році в щорічному опитуванні «Exhibitors Poll» Джун Еллісон була включена в дев'ятку найпопулярніших кінозірок, ставши за популярністю другою після Грейс Келлі. З початком 1960-х Еллісон в основному перемістилася на телебачення, де з 1959 по 1961 рік мала власне телешоу. Пізніше виконала невеликі ролі в телесеріалах «Правосуддя Берка», «Човен кохання», «Неймовірний Халк», «Вона написала вбивство» і багатьох інших. Останній раз вона знялася в кіно в 2001 році в ролі бабусі одного з героїв в романтичній комедії «Дівчина, три хлопці і гармата».
В останні роки життя мала слабке здоров'я. Перенесла операцію з заміни стегна, після довгий час страждала від гострого бронхіту. Джун Еллісон померла від дихальної недостатності 8 липня 2006 року в невеликому містечку в Каліфорнії.

## Пам'ять
За свій внесок в кіно Джун Еліссон удостоєна зірки на Голлівудській алеї слави на Вайн-стріт 1537.

## Нагороди
Золотий глобус 1952 — «Найкраща актриса в музичному чи комедійному фільмі» («Занадто молода, щоб цілуватися»)

## Вибрана фільмографія
- 1943: «Тисячі привітань» / Thousands Cheer — співачка
- 1944: «Познайомтеся з людьми» / Meet the People — Енні
- 1944: «Музика для мільйонів» / Music for Millions — Барбара Ейнсуорт
- 1946: «Поки пливуть хмари» / Till the Clouds Roll By — Джейн
- 1946: «Таємне серце» / The Secret Heart — Пенні Аддамс
- 1947: «Хороші новини» / Good News — Конні Лейн
- 1948: «Три мушкетери» / The Three Musketeers — Констанція Бонасьє
- 1949: «Маленькі жінки» / Little Women — Джо Марч
- 1949: «Історія Страттона» / The Stratton Story — Етель
- 1951: «Занадто молода, щоб цілуватися» / Too Young to Kiss — Синтія Поттер
- 1954: «Адміністративна влада» / Executive Suite — Мері Уоллінг
- 1954: «Світ жінки» / Woman's World — Кеті Бекстер
- 1956: «Протилежна стать» / The Opposite Sex — Кей Гіллард